# Rushford (hrabstwo Allegany)
Rushford – jednostka osadnicza w Stanach Zjednoczonych, w stanie Nowy Jork, w hrabstwie Allegany.